# Ónfale (Gérôme)
Ónfale  es una escultura de mármol del artista francés Jean-Léon Gérôme, creada de 1886 a 1887 y hoy conservada en el museo Georges-Garret de Vesoul. Un boceto a lápiz de la obra se conserva en el Museo de Arte de Dallas, Estados Unidos. 

## Historia

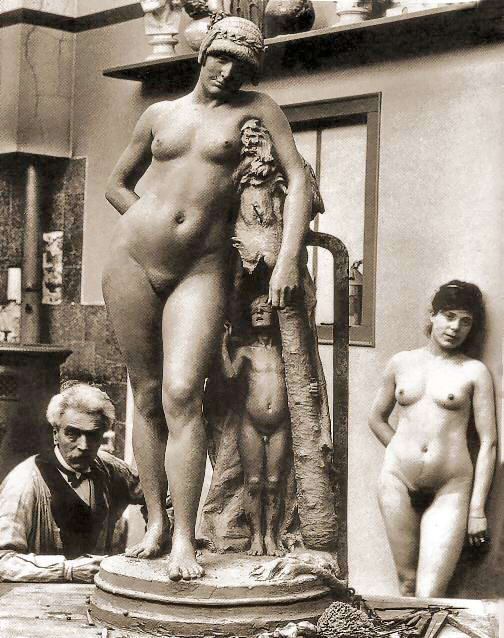
Fotografía de 1886: Gérôme posa en su taller con una primera réplica de la estatua y su modelo.

La estatua fue esculpida de 1886 a 1887 y expuesta en el Salón de este último año;  Luego, algunos críticos la contrastaron con la Diana de Alexandre Falguière (que se presentaba en la misma galería) y la calificaron como «arcaica». 
Jean-Léon Gérôme tomó como modelo para la estatua a Emma Dupont, que ya había posado para otras obras del artista, en particular desnudos.  El artista también creó un cuadro titulado El final de la sesión, que lo representa en su estudio con una versión inicial en arcilla de la obra, siendo cubierta con una sábana por la modelo una vez finalizada su tarea.  Fotografías de 1886 atribuidas a Louis Bonnard también muestran a Gérôme en su estudio con el boceto en arcilla y a Emma Dupont desnuda.  

## Mitología

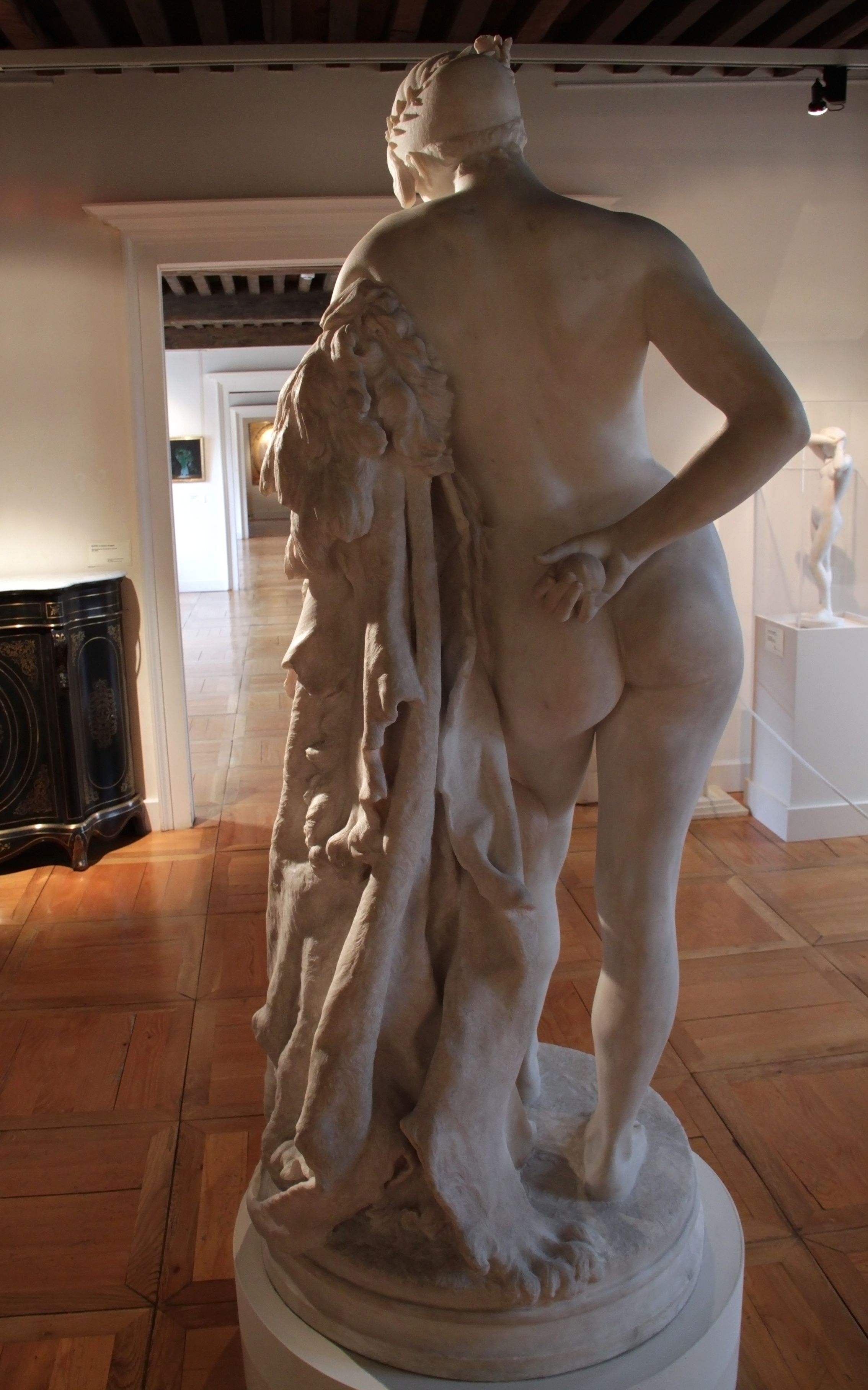
Vista trasera.

La estatua representa a Ónfale, una reina de Lidia en la mitología griega, que tuvo a Heracles como esclavo durante un año porque había matado a un amigo suyo y, por tanto, fue castigado por los dioses. Heracles se ve obligado a encargarse de tareas entonces reservadas a las mujeres, como hilar, mientras Ónfale se viste con la piel del león de Nemea y blande la maza del semidiós.

## Descripción
La pose de la escultura refleja claramente la del Hércules en reposo o Hércules Farnesio, una estatua griega del periodo helenístico realizada por el escultor Lisipo y conocida hoy en día gracias a una famosa copia en mármol tallada en el siglo III por Glycon de Atenas. Desde el Renacimiento, Ónfale fue representada utilizando el Hércules Farnesio como modelo de referencia, como en una pintura de 1606 de Pedro Pablo Rubens que el propio Gérôme pudo haber visto en el Museo del Louvre. 
Ónfale, desnuda como contraparte femenina del Hércules Farnesio, se apoya en la maza de Heracles;  junto a ella también hay un niño con los ojos vendados. La piel del león de Nemea cae desde lo alto de la maza y desciende hasta tocar el suelo. En su cabeza lleva una corona de hojas de mirto mientras que en su mano derecha a la espalda sostiene una manzana. El cuerpo da una sensación de «vigor ágil", mientras que la cabeza ligeramente inclinada hacia un lado le da a la mujer «una expresión pacíficamente dominante».